# Пітер Стіл
Петрос Томас Ратайчик (англ. Peter Thomas Ratajczyk; 4 січня 1962 — 14 квітня 2010), більш відомий під своїм сценічним ім'ям Пітер Стіл (англ. Peter Steele) — вокаліст, басист і композитор готичної метал-групи Type O Negative. До цього ним були створені метал-група Fallout і треш-метал група Carnivore. У 1986 Стіл написав лірику кількох пісень альбому «Cause for Alarm» нью-йоркський хардкор-панк гурту «Agnostic Front».
Його вампіричний образ фронтмена Type O Negative складали високий (203 см) зріст, унікальний бас-баритон у 4 октави, та темне, до самознищення, почуття гумору. Лірика пісень торкалась надзвичайно особистих речей, таких як любов, втрата і залежність. Своїми музикальними впливами Стіл вважав Black Sabbath і The Beatles. Пітер помер від аневризми аорти (початково діагностованої як серцева недостатність) 14 квітня 2010 року у віці 48 років.